# Église princière Saint-Nicolas de Curtea de Argeş
L’Église princière Saint-Nicolas de Curtea de Argeş est la plus ancienne église orthodoxe de Roumanie (XIVe siècle). Cette église de Curtea de Argeș au nord-ouest de Bucarest construite en croix grecque est d'architecture byzantine et est dédiée à Saint Nicolas.

## Historique
En 1330 Curtea de Argeș devient la première capitale du pays roumain. 
Cette église construite entre 1340 et 1376 par le prince Basarab Ier de Valachie est le plus ancien édifice orthodoxe de la région. 
Elle fait partie avec le Monastère de Curtea de Argeș de l'ensemble architectural de la Cour Princière d'Arges ou résidait au XIVe siècle les voïvodes de Valachie. C'est cette église qui abrite les tombeaux des princes de Valachie.
Les peintures murales intérieures (1364-1384) influencées par l'art byzantin sont remarquablement conservées et sont peintures les plus anciennes visibles en Roumanie. 